# Riorges
Riorges est une commune française située dans le département de la Loire en région Auvergne-Rhône-Alpes.

## Géographie
Riorges, commune de la Loire, s'étend sur 1 551 hectares (15,51 km2) en bordure ouest de la ville de Roanne.
Son territoire est composé de deux plateaux séparés par une large vallée parcourue par la rivière le Renaison et le ruisseau le Marclet, limité au nord-est par une ancienne zone marécageuse dans laquelle coule le ruisseau Oudan.
Son paysage est un semi bocage ; plus de la moitié de la commune reste encore naturellement agricole.
Elle est limitée :
- au sud, par les communes de Villerest et Ouches ;
- à l'ouest, par Saint-Léger-sur-Roanne et Pouilly-les-Nonains ;
- au nord, par Mably et Saint-Romain-la-Motte.

### Géologie
Les plateaux de Riorges sont constitués de terrains sédimentaires (alluvions oligocènes de la deuxième période de l'ère tertiaire) ayant pour origine l'hydrographie qui a précédé celle de la Loire.
D'épaisseur variable, ces couches d'alluvions recouvrent les formations du Stampien moyen et inférieur.
Les « vallées » des cours d'eau sont constituées d'alluvions récentes (matériaux d'atterissements, de sable et de graviers) favorables à l'existence de nappes phréatiques.

### Climat
Pour des articles plus généraux, voir Climat d'Auvergne-Rhône-Alpes et Climat de la Loire.
En 2010, le climat de la commune est de type climat océanique dégradé des plaines du Centre et du Nord, selon une étude du Centre national de la recherche scientifique s'appuyant sur une série de données couvrant la période 1971-2000. En 2020, Météo-France publie une typologie des climats de la France métropolitaine dans laquelle la commune est exposée à un climat de montagne ou de marges de montagne et est dans la région climatique Nord-est du Massif Central, caractérisée par une pluviométrie annuelle de 800 à 1 200 mm, bien répartie dans l’année.
Pour la période 1971-2000, la température annuelle moyenne est de 11,1 °C, avec une amplitude thermique annuelle de 16,9 °C. Le cumul annuel moyen de précipitations est de 706 mm, avec 9,6 jours de précipitations en janvier et 7,1 jours en juillet. Pour la période 1991-2020, la température moyenne annuelle observée sur la station météorologique installée sur la commune est de 12,3 °C et le cumul annuel moyen de précipitations est de 711,4 mm,. Pour l'avenir, les paramètres climatiques de la commune estimés pour 2050 selon différents scénarios d'émission de gaz à effet de serre sont consultables sur un site dédié publié par Météo-France en novembre 2022.
| Mois                                  | jan.           | fév.           | mars          | avril         | mai           | juin          | jui.          | août          | sep.            | oct.            | nov.             | déc.           | année    |
| ------------------------------------- | -------------- | -------------- | ------------- | ------------- | ------------- | ------------- | ------------- | ------------- | --------------- | --------------- | ---------------- | -------------- | -------- |
| Température minimale moyenne (°C)     | 0,5            | 0,3            | 2,5           | 5,1           | 9,2           | 13            | 14,8          | 14,4          | 10,6            | 8,1             | 3,8              | 1,3            | 7        |
| Température moyenne (°C)              | 4,1            | 4,8            | 8,2           | 11,2          | 15,3          | 19,2          | 21,2          | 21            | 16,7            | 12,9            | 7,7              | 4,8            | 12,3     |
| Température maximale moyenne (°C)     | 7,8            | 9,3            | 13,8          | 17,2          | 21,3          | 25,4          | 27,6          | 27,6          | 22,7            | 17,8            | 11,7             | 8,2            | 17,5     |
| Record de froid (°C) date du record   | −25 23.01.1963 | −21 05.02.1963 | −14 01.03.05  | −8 08.04.03   | −3 01.05.1960 | 1 04.06.1962  | 3 07.07.1962  | 2 31.08.1998  | −1,8 29.09.1972 | −9,4 30.10.1997 | −11,6 24.11.1998 | −16 22.12.1963 | −25 1963 |
| Record de chaleur (°C) date du record | 18,6 10.01.15  | 24 28.02.1960  | 27,3 24.03.01 | 33 19.04.1949 | 35 17.05.1945 | 40,2 27.06.19 | 42 30.07.1947 | 40,8 12.08.03 | 38 06.09.1949   | 30,6 04.10.04   | 25 09.11.1985    | 21 05.12.06    | 42 1947  |
| Précipitations (mm)                   | 41,8           | 33             | 37,9          | 53,4          | 78,3          | 74,2          | 73            | 69,9          | 68,1            | 69,1            | 68,2             | 44,5           | 711,4    |

### Hydrographie
Il existe deux bassins versants dont la pente longitudinale est dirigée d'ouest en est vers la Loire.
Le bassin sud du Renaison avec ses affluents : le Marclet et la Goutte Marcellin. Sa crue décennale est de 33 mètres cubes par seconde. Le débit d'étiage est d'environ 0,5 mètre cube par seconde.
Le bassin nord de l'Oudan avec un affluent rive droite le Combray, sa crue décennale est de 18 mètres cubes par seconde.

## Urbanisme

### Typologie
Au 1er janvier 2024, Riorges est catégorisée centre urbain intermédiaire, selon la nouvelle grille communale de densité à sept niveaux définie par l'Insee en 2022.
Elle appartient à l'unité urbaine de Roanne, une agglomération intra-départementale regroupant 15  communes, dont elle est une commune de la banlieue,,. Par ailleurs la commune fait partie de l'aire d'attraction de Roanne, dont elle est une commune du pôle principal,. Cette aire, qui regroupe 88 communes, est catégorisée dans les aires de 50 000 à moins de 200 000 habitants,.

### Occupation des sols
L'occupation des sols de la commune, telle qu'elle ressort de la base de données européenne d’occupation biophysique des sols Corine Land Cover (CLC), est marquée par l'importance des territoires agricoles (52,1 % en 2018), en diminution par rapport à 1990 (58,1 %). La répartition détaillée en 2018 est la suivante : 
prairies (47,9 %), zones urbanisées (38 %), zones industrielles ou commerciales et réseaux de communication (7,2 %), zones agricoles hétérogènes (2,4 %), espaces verts artificialisés, non agricoles (1,9 %), terres arables (1,8 %), forêts (0,7 %). L'évolution de l’occupation des sols de la commune et de ses infrastructures peut être observée sur les différentes représentations cartographiques du territoire : la carte de Cassini (XVIIIe siècle), la carte d'état-major (1820-1866) et les cartes ou photos aériennes de l'IGN pour la période actuelle (1950 à aujourd'hui).

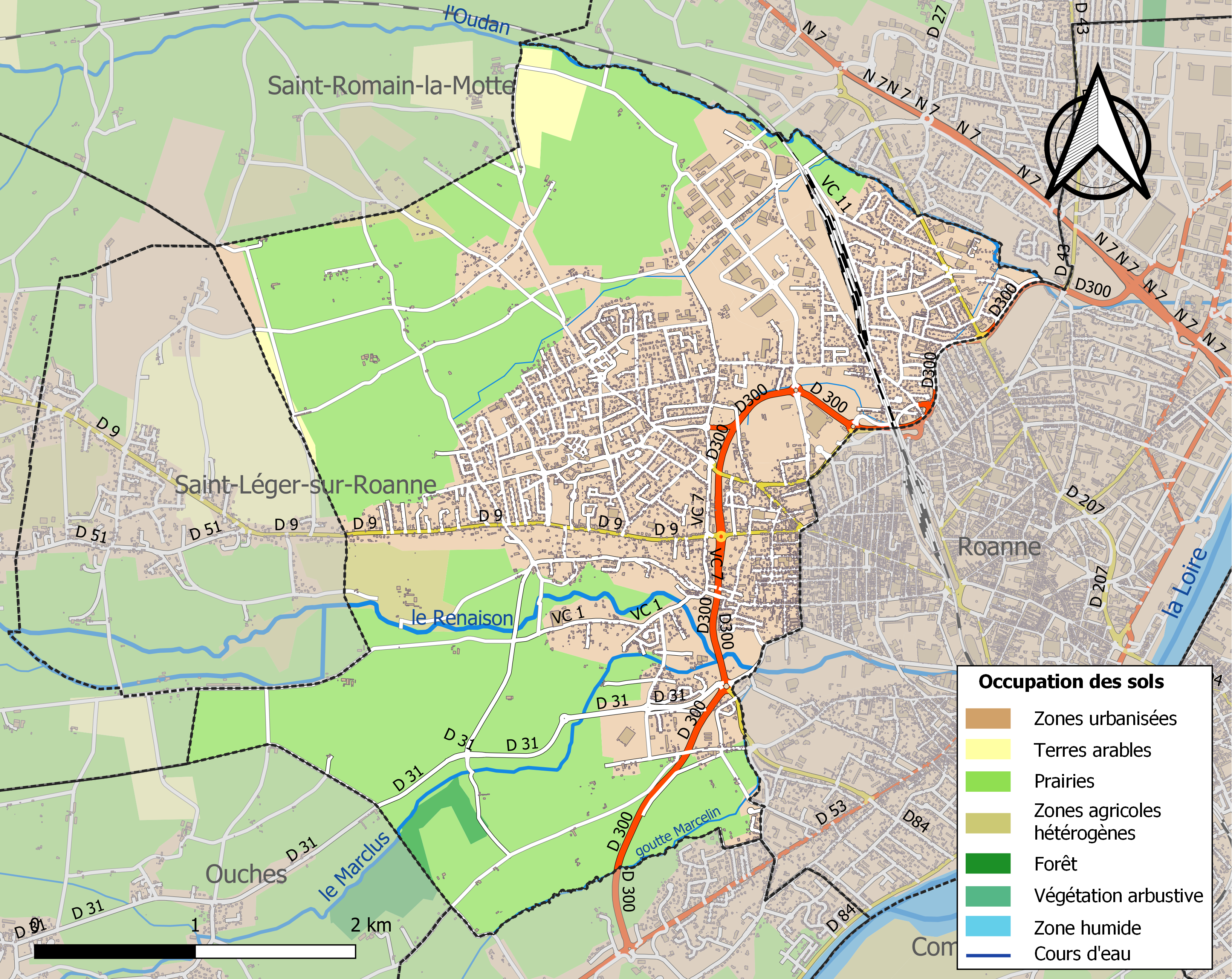
Carte des infrastructures et de l'occupation des sols de la commune en 2018 (CLC).

## Politique et administration

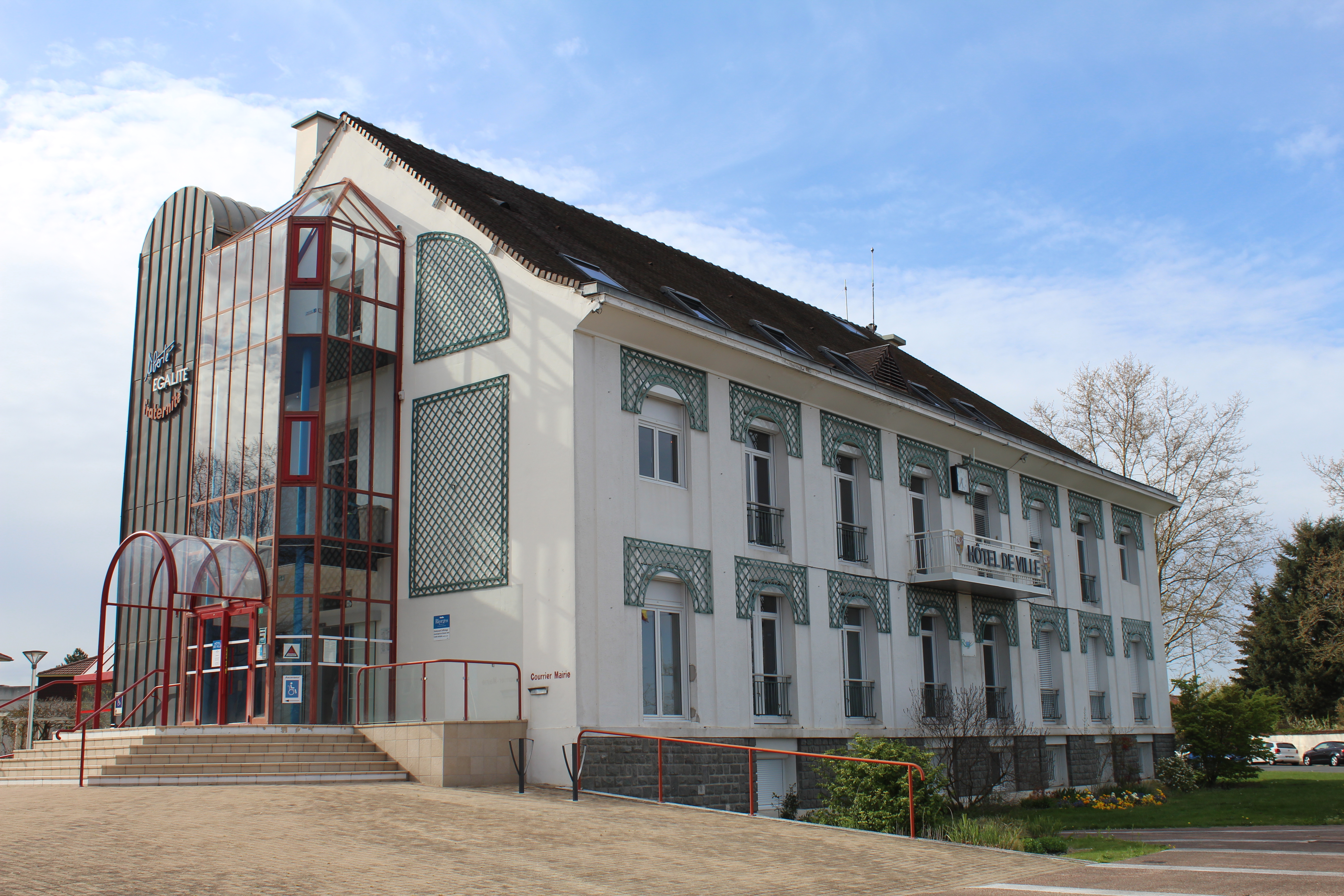
Hôtel de ville.

### Liste des maires
| Période                                  | Période                     | Identité         | Étiquette | Qualité |
| ---------------------------------------- | --------------------------- | ---------------- | --------- | ------- |
| Les données manquantes sont à compléter. |                             |                  |           |         |
| 1944                                     | 1965                        | Ernest Girard    |           |         |
| 1965                                     | 1969                        | Jean Reboul      |           |         |
| 1969                                     | 1977                        | Louis Durand     |           |         |
| 1977                                     | 1995                        | Bernard Jayol    | PS        |         |
| 1995                                     | 2001                        | Daniel Barret    | PS        |         |
| 2001                                     | mars 2014                   | Roland Devis     | PS        |         |
| mars 2014                                | En cours (au 30 avril 2014) | Jean-Luc Chervin | PS        |         |

### Jumelages
- Donzdorf (Allemagne)
- Elland (Royaume-Uni)
- Calasparra (Espagne)

## Démographie
En 2022, la commune comptait 11 034 habitants. L'évolution du nombre d'habitants est connue à travers les recensements de la population effectués dans la commune depuis 1793. Une réforme du mode de recensement permet à l'Insee de publier annuellement les populations légales des communes à partir de 2006. Pour Riorges, commune de plus de 10 000 habitants, le recensement est annuel et la collecte porte sur un échantillon d'adresses tirées au hasard et représentant environ 8 % de la population,.
| 1793 | 1800 | 1806 | 1821 | 1831 | 1836 | 1841 | 1846  | 1851  |
| ---- | ---- | ---- | ---- | ---- | ---- | ---- | ----- | ----- |
| 300  | 300  | 388  | 461  | 748  | 748  | 860  | 1 104 | 1 243 |

| 1856  | 1861  | 1866  | 1872  | 1876  | 1881  | 1886  | 1891  | 1896  |
| ----- | ----- | ----- | ----- | ----- | ----- | ----- | ----- | ----- |
| 1 470 | 2 355 | 1 110 | 1 283 | 1 472 | 1 475 | 1 764 | 1 772 | 2 011 |

| 1901  | 1906  | 1911  | 1921  | 1926  | 1931  | 1936  | 1946  | 1954  |
| ----- | ----- | ----- | ----- | ----- | ----- | ----- | ----- | ----- |
| 2 550 | 2 736 | 2 955 | 3 095 | 3 508 | 4 503 | 5 118 | 5 869 | 6 280 |

| 1962  | 1968  | 1975  | 1982  | 1990  | 1999   | 2006   | 2011   | 2016   |
| ----- | ----- | ----- | ----- | ----- | ------ | ------ | ------ | ------ |
| 7 269 | 8 536 | 9 358 | 8 989 | 9 868 | 10 074 | 10 255 | 10 775 | 10 669 |

| 2021   | 2022   | - | - | - | - | - | - | - |
| ------ | ------ | - | - | - | - | - | - | - |
| 11 045 | 11 034 | - | - | - | - | - | - | - |

## Culture locale et patrimoine

### Lieux et monuments

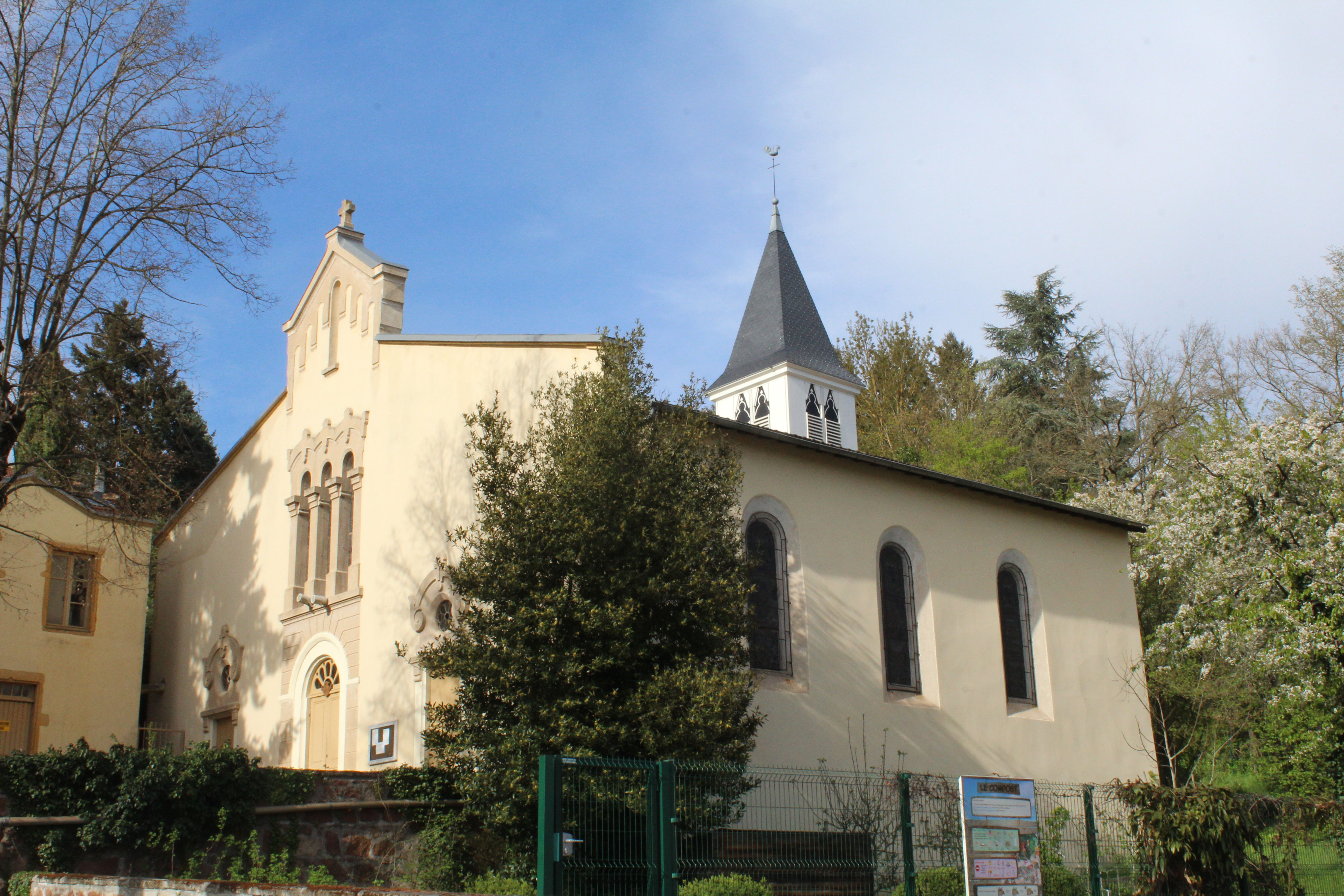
Église Saint-Martin.

- Château de Beaulieu ;
- Église Saint-Martin ;
- Salle Le Scarabée.

### Personnalités liées à la commune
- Charles Devillié (1850-1905), artiste peintre impressionniste, mort à Riorges.
- Joanny Augé (1853-1925), député, conseiller général de la Loire et maire de Roanne, est mort à Riorges.
- Laurent Chabry (1855-1894), médecin et biologiste, mort à Riorges.
- Guy Ribes (1948), artiste peintre et faussaire français, né à Riorges.
- Philippe Vecchi (1964-2017), journaliste, animateur / producteur radio et TV, s'est suicidé dans la maison parentale située à Riorges.
- RTG 2013/2014 : turbotrain exploité par la SNCF parrainé par la ville de Riorges[17]. NB : Cette rame n’est ni une personne ni une personnalité.

### Espaces verts et fleurissement
En 2014, la commune de Riorges bénéficie du label « ville fleurie » avec « deux fleurs » attribuées par le Conseil national des villes et villages fleuris de France au concours des villes et villages fleuris.

### Héraldique
| Blason | Blasonnement : Écartelé : au premier d’argent au lion de gueules, au deuxième de gueules aux deux clés passées en sautoir, l’une d’or, l’autre d’argent, au troisième d’azur à l’escarboucle d’or, au chef de gueules, au quatrième d’or au faisceau de licteur, sommé d’un bonnet phrygien, accosté de deux tourteaux, le tout de gueules. |

- Un Lion rampant, symbole des premiers seigneurs de Roanne.
- Armes de l'abbaye bénédictine d'Ainay à Lyon, dont releva le prieuré de Riorges depuis le Xe siècle jusqu'à la Révolution.
- Armes attribuées à Mathilde d'Anjou. Elles rappellent le souvenir des Dames de Beaulieu, prieuré dépendant de l’ Ordre de Fontevraud fondé en 1115 et qui dura jusqu'au début de la Révolution.
- Symbole révolutionnaire français d'après le revers des pièces de 2 sols, frappées en métal de cloches au Moulin de Beaulieu sur les bords du Renaison.